# Gare de Rocourt-Clinique
La gare de Rocourt-Clinique est une ancienne gare ferroviaire de la ligne 31, de Liers à Ans, située à Rocourt, ancienne commune rattachée à la ville belge de Liège, en Région wallonne dans la province de Liège.
Mise en service en 1973 par la SNCB, elle ferme en 1984.

## Situation ferroviaire
Établie à 165 m d'altitude, la gare était située au point kilométrique (PK) 2.0 de la ligne 31, de Liers à Ans, entre les gares de Liers et de Rocourt.

## Histoire
La ligne 31 ferme aux voyageurs en 1941. Elle comptait alors deux gares : Ans-Est et Rocourt.
En 1973, la SNCB rouvre la ligne aux voyageurs en y créant un arrêt additionnel à Rocourt-Clinique. D'abord exploitée en traction diesel comme l'était la ligne 34 de Liège à Tongres, elle est électrifiée en 1976. Les installations de Rocourt-Clinique consistent en un unique quai de terre battue avec un abri préfabriqué.
Le trafic étant jugé insuffisant, toutes les gares de la ligne ferment le 3 juin 1984 lors de l'instauration du plan IC-IR et la caténaire est démontée. L'embranchement de l'arsenal de Rocourt continue à générer un trafic marchandises jusqu'en 2005. Un RAVeL est créé (parallèle à la voie alors utilisée pour la desserte de l'arsenal). Quelques vestiges du quai sont visibles.